# Heathrow Terminal 5 (stanice metra v Londýně)
Heathrow Terminal 5 je nejzápadnější podpovrchová stanice metra v Londýně. Byla otevřena 27. března 2008. Nachází se v přepravní zóně 6 a leží na linkách:
- Piccadilly Line (zde linka končí, před touto stanicí je Heathrow Terminals 1, 2, 3)
- National Rail – Heathrow Express

| Rok  | Počet cestujících |
| ---- | ----------------- |
| 2011 | 3,21 mil          |
| 2012 | 3,64 mil          |
| 2013 | 8,14 mil          |
| 2014 | 4,22 mil          |